# 犬飼直紀
犬飼直紀（日语：／ Inukai Naoki，2000年12月9日—）是日本演員，隸屬於伊藤事務所（アイトゥーオフィスは）。

## 職業履歷
2013年7月，犬飼直紀成為Jewelry Kids（ジュエリーキッズ）音樂學校旗下音樂劇工作室“音樂之聲（サウンドオブミュージック）”的學員，他在接受培訓的同時還主演了音樂劇《未來的禮物》和《頑皮鼠歷險記：飛向海的彼岸》。
2015年3月，他在NHK精品劇《我討厭父親》裡飾演主角吉田秀一的少年時代，這是犬飼直紀首次出演電視劇。
2016年，犬飼直紀通過約750人參加的試鏡，獲得了電影《14之夜》的主演資格。這也是他電影處女作。
2018年，犬飼直紀在NHK大河劇《西鄉殿》中飾演大山綱良的少年時代。

## 人物趣聞
根據其經紀公司的報道，犬飼直紀的愛好包括騎馬、殺陣、游泳、水肺潛水、打擊樂、唱歌、跳舞、足球、籃球、乒乓球及滑雪，並且他還曾經參加過東京都打擊樂比賽。同時，他還擁有普通自動車駕駛執照、日本國家5級騎馬執照、准1級實用英語技能鑒定證、准1級日本漢字能力鑒定證和開放水域潛水員資格證等。

## 主要作品
註：如飾演角色為該作品主角，則角色名加粗標示。

### 電影
| 電影名         | 公映日期       | 發行公司     | 飾演角色   |
| -------------- | -------------- | ------------ | ---------- |
| 14之夜         | 2016年12月24日 | 斯波蒂德製作 | 大山隆史   |
| 招笑貓         | 2017年4月29日  | DLE          | 上杉慎太   |
| 花牌情緣 結    | 2018年3月17日  | 東寶         | 松林舜     |
| 小村莊的大煙囪 | 2019年6月14日  | 象屋（エレファントハウス）     | 小沼美代松 |
| 國民的選擇（国民の選択） | 2021年3月5日   | 導演公司（ディレクタースカンパニー） | 江本       |
| 謝幕的外緣（カーテンコールのはしの方） | 2021年3月27日  | 斯波蒂德製作 | 藤野富士夫 |
| 破碎的瞬間     | 2021年4月9日   | 永旺娛樂     | 曾我涼馬   |

### 電視劇
| 電影名                       | 播出日期               | 播出頻道       | 飾演角色               |
| ---------------------------- | ---------------------- | -------------- | ---------------------- |
| 精品劇《我討厭父親》         | 2015年3月29日          | NHK BS Premium | 吉田秀一（少年時代）   |
| 劇集W《獄之棘》第1集 / 第4集 | 2017年3月19日 / 4月9日 | WOWOW          | 武島良太（少年時代）   |
| 劇集W《宮澤賢治的餐桌》      | 2017年6月17日－7月15日 | WOWOW          | 村山勘助               |
| NHK大河劇《西鄉殿》          | 2018年                 | NHK綜合頻道    | 大山格之助（少年時代） |
| NHK大河劇《麒麟來了》        | 2020年                 | NHK綜合頻道    | 齊藤喜平次             |
| NHK大河劇《直衝青天》        | 2021年                 | NHK綜合頻道    | 明治天皇               |
| 《特搜9 第二季》第5集        | 2019年5月8日           | 朝日電視台     | 赤羽天馬               |
| 《接下來是倫理課》           | 2021年1月16日          | NHK綜合頻道    | 曾我涼馬               |

### 廣播劇
- 青春廣播小說《自動倒帶（日语：オートリバース）》（日本99家商業廣播電台 / radiko；2020年12月）——配音：川西

- FM劇場《屋頂的入侵者（屋上の侵入者）》（NHK-FM頻率；2021年）——配音：淳史

### 網絡劇
- 《湘南純愛組！》（Amazon Prime Video；2020年2月28日）——飾：F君

### 廣告
- 蘇打流（英语：SodaStream）氣泡水機（2016年）

- 城南Covez（英语：城南予備校）（2017年）

- 奧樂蜜C飲料（英语：オロナミンCドリンク）（2020年）

## 外部鏈接
- 犬飼直紀官方資料頁 （页面存档备份，存于）在伊藤事務所網站（日語）
- 犬飼直紀在互联网电影资料库（IMDb）上的資料（英文）
- 犬飼直紀在豆瓣上的资料（简体中文）